# ديفيد سانشيز (لاعب كرة قدم)
ديفيد سانشيز (بالإسبانية: David Sánchez Mallo)‏ هو لاعب كرة قدم إسباني في مركز الوسط، ولد في 24 ديسمبر 1998 في مدريد في إسبانيا. لعب مع CD Leganés B ‏.

## وصلات خارجية
- ديفيد سانشيز على موقع قاعدة بيانات كرة القدم.إي يو (الإنجليزية)
- ديفيد سانشيز على موقع Soccerway.com (الإنجليزية)